# Fem på rymmarstråt
Fem på rymmarstråt är skriven av Enid Blyton och utkom på engelska 1944. Boken är den tredje boken i Fem-böckerna. På svenska kom boken ut 1955. Det finns två översättningar till svenska och namnen på karaktärerna nedan är den andra översättningens namn. Boken behandlades i Lundströms Bokradio på SR.

## Handling
Fanny insjuknar och måste åka till sjukhus så de fem blir lämnade själva med ny hushållerska. Inledningen av boken handlar om barnens konflikter med familjen Suur. Efter att Tim hotas av att förgiftas rymmer de fem till Kirrinön och då börjar äventyret.

## Bokens karaktärer
- Anne, Dick, Julian – Syskon, kusiner med George
- Georgina "George" - Kusin till Anne, Dick och Julian
- Tim – Georges hund
- Fanny – Georges mamma
- Quentin – Georges pappa
- Johanna – kokerska hos Georges familj
- Fru Clara Suur – hushållerska hos Georges familj, när Johanna är ledig
- Herr Suur – Claras man
- Evert Suur – herr och fru Suurs son
- Lufsen "Rufsen" – Everts hund
- Jenny Armstrong – kidnappad flicka
- Harry Armstrong – Miljonär, pappa till Jenny

## De olika översättningarna
I Lindströms översättning från 1955 heter familjen inte Suur, utan Stick och pojken heter Edgar. Familjens hund heter Tinker men barnen ger den namnet Stinker. Edgars öde i den gamla översättningen blev att tas ifrån föräldrarna på slutet och placeras på någon form av anstalt. I den nyare översättningen från 2004 lät man honom stanna hos föräldrarna. Den nya översättningens formulering;
"...få skyddstillsyn och inte få träffa sina föräldrar på flera år. Inte för att det spelade så stor roll, för de var inte särskilt snälla mot honom. Men de var i alla fall hans föräldrar."
Det var Ingegerd Lindströms översättning som gavs ut som talbok 2006. Senare har Lennerthsons översättning lästs in av Anna Maria Käll.